# La Frontera (Cuenca)
La Frontera é um município da Espanha, na província de Cuenca, comunidade autônoma de Castela-Mancha. Tem 34,57 km² de área e em 2021 tinha 143 habitantes (densidade: 4,1 hab./km²). Limita com os municípios de Albalate de las Nogueras, Cañamares, Fresneda de la Sierra, Fuertescusa e Sotorribas.